# Furcula terminata
Furcula terminata är en fjärilsart som beskrevs av Edward P. Wiltshire 1958. Furcula terminata ingår i släktet Furcula och familjen tandspinnare. Inga underarter finns listade i Catalogue of Life.